# شاهزاده‌نشین تور
شاهزاده‌نشین توِر (روسی: Тверское княжество) یک شاهزاده‌نشین یا دوک‌نشین اسلاو بین قرن‌های ۱۳ تا ۱۵ میلادی در غرب روسیه کنونی و به مرکزیت شهر تور (محدوده استان تور و شرق استان اسمولنسک) بود. پس از فروپاشی روس کیف، این شاهزاده‌نشین یکی از حاکمیت‌هایی بود که در قرن سیزدهم در رقابت با دوک‌نشین بزرگ مسکو و سایر قدرت‌های محلی سعی در ایجاد یک دولت متحد روسی داشت که در این کار به موفقیت نرسید و نهایتاً با اضمحلال، در سال ۱۴۸۵ میلادی به دوک‌نشین بزرگ مسکو ضمیمه شد.

## تاریخچه
مدتی پس از آغاز سلطه مغلول‌ها، یاروسلاو وسِوودولویچ (یاروسلاو دوم)، شاهزاده بزرگ ولادیمیر، دهه ۱۲۴۰ میلادی با جداسازی شهر تور از شاهزاده‌نشین پریاسلاو-زالسکی تحت کنترل الکساندر، پسر او، یک شاهزاده‌نشین جدید ایجاد کرد. این شاهزاده نشین علاوه بر شهر توِر شامل شهرهای کاشین، رژف و زوبتسوف نیز می‌شد.

### یاروسلاو سوم

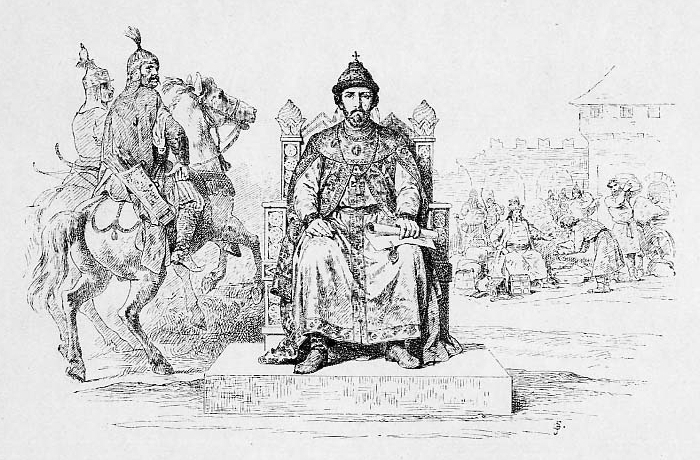
یاروسلاو سوم

پس از مرگ یاروسلاو دوم در سال ۱۲۴۷ میلادی و تقسیم قلمرو او بین پسرانش، یاروسلاو سوم، یکی از پسران او در ابتدای جوانی به حکومت در توِر رسید. نسل او که از دودمان روریک بودند، تا سال ۱۴۸۵ میلادی حاکمان آینده این شاهزاده‌نشین را تشکیل دادند. با مرگ الکساندر نِوسکی، یاروسلاو سوم، برادر کوچک‌تر او در سال ۱۲۶۴ میلادی در منازعه با آندری، برادر دیگر بزرگ‌تر خود، توسط برکه، خان مغول ارودی زرین با توجه به بی‌اعتمادی خان نسبت به آندری به عنوان شاهزاده بزرگ ولادمیر برگزیده شد تا با حفظ عنوان شاهزاده توِر، به عنوان خراجگزار مغولها بر تمامی مناطق شمال غربی روسیه حکم براند.
با وجود این که در جریان تهاجم به روس کیف، شهر توِر در سال ۱۲۳۸ میلادی توسط مهاجمان مغول به سرکردگی باتو خان تاراج شده و تقریباً نابود گشته بود، به سرعت خود را بازیافته و در قرن سیزدهم و اوایل قرن چهاردهم میلادی شاهزاده‌نشین تور با بهره‌گیری از مسیر تجاری با نووگورود، قرار گرفتن در کرانه رود ولگا و دوری نسبی از مغول‌ها با بدل شدن از روستایی کوچک به یکی از بزرگترین مراکز قدرت در روسیه سده‌های میانی، وابستگی کمتری به اردوی زرین نسبت به سایر شاهزاده‌نشین‌های روس داشت.
یاروسلاو سوم تصمیم گرفت به جای نقل مکان به ولادمیر، از همان تور بر کل اراضی خود حکمرانی کند که این مسئله نیز بیش از پیش بر اهمیت تور افزود. تمامی این شرایط در کنار افزایش جمعیت در این شاهزاده‌نشین، موجب آغاز رقابت بین آن و مسکو با وجود پیوند خونی بین حاکمان آن، برای تبدیل شدن به متنفذترین حاکمیت روس شد.
در این رقابت که باعث بروز درگیری‌های میدانی بین آن‌ها نیز گشت، دو طرف به دنبال جلب حمایت حاکمان قدرتمند مغول اردوی زرین بودند به شکلی که از هر اقدامی که موجب رضایت خان می‌شد مضایقه نمی‌کردند تا جاییکه هر آن کس که در مسائلی چون جمع‌آوری خراج برای خان و حفظ نظم (سرکوب مخالفان خان) بهتر عمل می‌کرد، نظر خان را بیشتر به خود جلب می‌نمود.
در این شرایط مغول‌ها که در ابتدا به علت ضعف حاصل از اختلافات درونی، خواهان برهم زدن سازمان و رسوم سنتی سیاسی شاهزاده‌نشین‌های روس از جمله مسئله جانشینی بین آن‌ها نبودند و نه قدرت کافی بدین منظور را داشتند، به مرور زمان با کشانده شدن هر چه بیشتر اختلافات از جانب حاکمان روس به دربار خان مغول، به عنوان قدرت بالا سر داوری کننده، با نادیده گرفتن رسوم، شروع به برهم زدن توازن به جهت ضعیف نگاه داشتن آن‌ها و حفظ و گسترش نفوذ خود کردند؛ به گونه ای که بعدها به نظر می‌رسید شاهزاده بزرگ ولادیمیر تنها با نظر خان مغول و با توجه به میزان وفاداری او به خان برگزیده می‌شود و رسوم قدیمی اساساً رنگ باخته‌اند.

### سِویاتوسلاو
یاروسلاو سوم هنگام بازگشت از سفری که به سرای، پایتخت اردوی زرین داشت، در ماه سپتامبر سال ۱۲۷۱ میلادی و در سن چهل سالگی درگذشت و سِویاتوسلاو، پسر نوجوان او جای پدر را در توِر گرفت و حاکمیت بر ولادمیر به واسیلی پسر دیگر یاروسلاو دوم و برادر یاروسلاو سوم رسید.

### میخائیل
میخائیل، پسر دیگر یاروسلاو سوم در سال ۱۲۸۵ میلادی (برخی منابع ۱۲۸۲ میلادی) قدرت را در تور به دست آورد. نیروهای شاهزاده تور به رهبری میخائیل در جنگ با سوئدی‌ها و شوالیه‌های تتونیک در کنار قوای نووگورود حضور داشتند. علاوه بر این، درگیری‌های گذشته با مسکو همچنان پا بر جا بود و سپاهیان دو طرف بر سر مسائل مختف از جمله نفوذ در نووگورود چندین مرتبه مقابل یکدیگر صف آرایی کردند.
با درگذشت الکساندر، شاهزاده بزرگ ولادمیر و برادر زاده میخائیل، او نیز همانند پدر با حفظ مقام در توِر، در سال ۱۳۰۵ میلادی با تأیید توختا، خان مغول، شاهزاده بزرگ ولادمیر شد. یوری، شاهزاده مسکو نیز خواهان کسب این مقام بود، که با سفر هر دو به دربار خان، حاکم مغول منطبق بر رسوم جانشینی در ولادیمیر، جانب میخائیل را گرفت.
میخائیل نیز از تور بر کل سرزمین تحت فرمان خود، حکم می‌راند. پس از قرار گرفتن در این جایگاه در مکاتباتی که با کلیسای ارتودوکس داشت، اسقف اعظم قسطنطنیه او را با عنوان «دوک بزرگ کل روسیه» خطاب می‌کرد. گفته می‌شود این گونه خطاب نخستین بار بود که برای یکی از حاکمان روسیه استفاده می‌شد.
میخائیل سعی کرد یوری، شاهزاده سرکش مسکو را که از پذیرش بزرگی او سر باز می‌زد به اطاعت وادارد در این جهت دو بار در سال‌های ۱۳۰۵ و ۱۳۰۸ میلادی شهر مسکو را به محاصره درآورد که البته موفق به گشودن آن نشد.
با وجود رابطه حسنه بین میخائیل و توختا و در ابتدای سلطنت با اُزبِگ، جانشین توختا و خان اردوی زرین (اقامت دو ساله میخائیل در سارای هنگام به تخت نشستن ازبگ)، با پدیداری واهمه در خان مغول از قدرت گرفتن تور، ازبگ خان شروع به حمایت از یوری، شاهزاده مسکو و شوهر خواهر خود که سعی می‌کرد نشان دهد خدمت گزار بهتری برای خان نسبت به رقیب خود است، کرد.

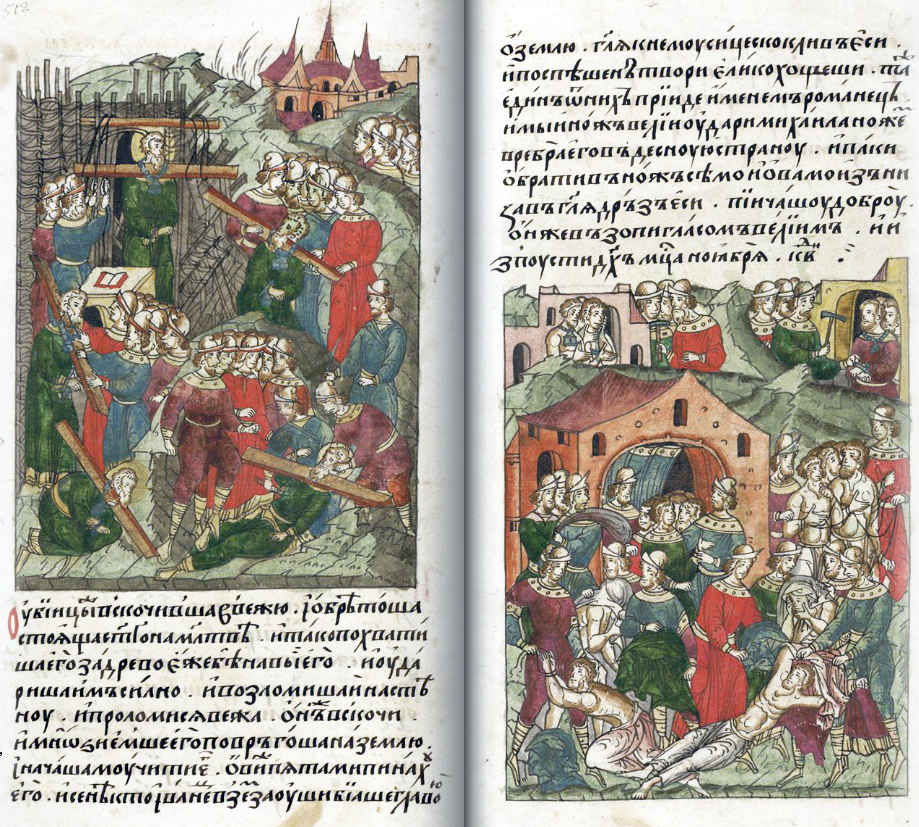
اعدام میخائیل

نهایتاً با تحریکات یوری، خان مغول میخائیل را از جایگاه خود به عنوان شاهزاده بزرگ ولادمیر عزل کرد و یوری را به جای او گماشت. با سر باز زدن میخائیل از این فرمان، ماه دسامبر سال ۱۳۱۷ میلادی نیروهای میخائیل، قوای شاهزاده مسکو که نیروی کمکی از جانب خان مغول به فرماندهی کاوگادی نیز در کنار آن‌ها حضور داشت، را در دهکده بورتنفو (۴۰ کیلومتری توِر) شکست داده و کاوگادی، فرمانده مغول، بوریس، برادر یوری و کونچاکا، همسر او و خواهر اُزبگ خان را به اسارت گرفتند. از قرار معلوم نیروهای مغول در این نبرد به شکل تمام عیار مشارکت نکرند.
به شکل غیرمنتظره و از بخت بد، کونچاکا در اسارت درگذشت. کاوگادی که گفته می‌شود در اسارت با او خوش رفتاری شده بود، پس از آزادی، نزد ازبگ خان، میخائیل را طغیان گر و مسئول مرگ کونچاکا معرفی نمود و به عدم پرداخت خراج جمع‌آوری شده متهم کرد. خان خشمگین هر دو شاهزاده را برای ادای توضیحات به سرای احضار کرد. میخائیل که در خود یارای مقابله با مغول‌ها را نمی‌دید و به جهت جلوگیری از خرابی و کشتار احتمالی در تور، ناچار نزد خان رفت. یوری به همراه چند شاهزاده دیگر زود تر از میخائیل خود را به سرای رساند و رقیب را به مسموم کردن همسر خود متهم ساخت. به هر حال با توجه به پیامدهای آن، بعید به نظر می‌رسد میخائیل چنین کرده باشد. پس از محاکمه و با وجود انکار عامدانه بودن این اتفاق، در ماه نوامبر سال ۱۳۱۸ میلادی پس از تحمل شکنجه‌های فراوان، حکم به مرگ میخائیل داده شد. کاوگادی و یوری به عنوان انتقام پس از ضرب و شتم، به ضرب خنجر او را از پای درآوردند.
با وجود این که کلیسای ارتودوکس در دوران حکومت میخائیل و در جریان کشمکش او با مسکو، رابطه تیره ای با او داشت و جانب یوری را می‌گرفت، او را به جهت زندگی زاهدانه، فدا کردن خود به جهت حفظ مردم تور و عدم پیروی از عقاید حاکمان مغول، در سال ۱۵۴۹ میلادی تقدیس و در سال ۱۶۳۲ میلادی روز ۲۲ نوامبر (۵ دسامبر در تقویم جدید) را به عنوان روز او انتخاب کرد.

### دمیتری

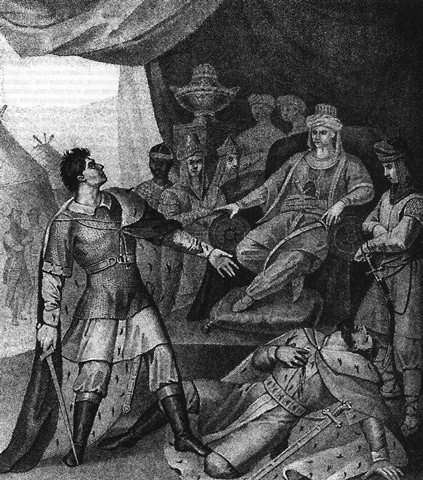
قتل یوری توسط دمیتری

پس از میخائیل پسر او، دمیتری ملقب به «مهیب چشم» در تور به قدرت رسید. او نیز همانند پدر به جنگ با یوری، شاهزاده مسکو و شاهزاده بزرگ کنونی ولادمیر برخاست و چندین نبرد با او به انجام رساند. دمیتری شروع به توطئه نزد خان کرد و در سال ۱۳۲۲ میلادی در حالی که یوری به جنگی در نووگورود رفته بود، با سفر به سرای، یوری را به سوءاستفاده از قدرت و عدم پرداخت کامل خراج متهم نمود (قسمتی از آن به دلیل ظن بدبینانه مردم و حاکمان محلی و عدم همکاری با او) تا خان با عزل یوری، دمیتری را به جای او به عنوان شاهزاده بزرگ ولادمیر بگمارد. یوری ابتدا با خزانه ای که در نووگورود جمع‌آوری کرده بود، برای دادخواهی قصد سرای کرد. خزانه او در راه در کمین الکساندر، برادر دمیتری به غارت برده شد تا او دست خالی، چیزی برای ارائه به خان نداشته باشد. به همین جهت به پسکوف و مجدداً به نووگورود متواری شد. در نهایت در ماه نوامبر سال ۱۳۲۵ میلادی هنگامی هر دو رقیب در دربار خان حاضر شده بودند، دمیتری مقابل چشمان شخص خان، با فروکردن شمشیر خود در قلب یوری، او را به قتل رساند تا انتقام پدر را گرفته باشد. به هر حال خود دمیتری نیز به دستور خان بازداشت و در ماه سپتامبر سال ۱۳۲۶ میلادی به جرم غیرقابل تحمل قتل یوری، اعدام شد.

### الکساندر

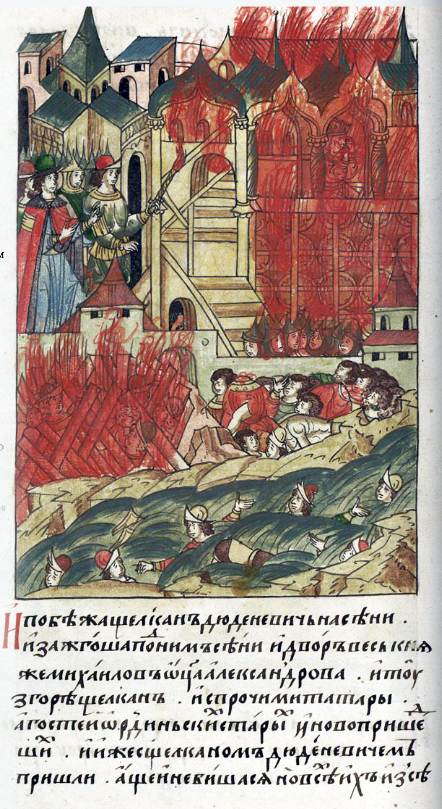
آتش زدن اقامتگاه شکلان

با مرگ دمیتری که هیچ فرزندی از خود به جای نگذاشته بود، خان، برادر او، الکساندر را به عنوان شاهزاده بزرگ ولادمیر برگزید. الکساندر حکومت در تور را نیز به ارث برد.
تابستان سال ۱۳۲۷ میلادی، شلکان، عمو زاده ازبگ و داروغه مغول به عنوان نماینده خان و به همراه خیل کثیری از همراهان وارد شهر تور شد و در کاخ الکساندر سکنی گزید. شلکان شروع به آزار اهالی کرد و حتی شایع شد میل دارد با قتل شاهزاده به جای او بنشیند و اسلام را وارد تور کند. مردم از الکساندر خواستند برای این مسئله چاره ای کند که او از آن‌ها خویشتن‌داری طلب نمود. گفته می‌شود پانزدهم ماه اوت سال ۱۳۲۷ میلادی هنگامی که مغول‌ها قصد داشتند اسب شخصی را به زور از او بگیرند، فریاد استمداد فرد، مردم را برآشفته و موجب آغاز یک قیام شد. مردم خشمگین بسیاری از مغول‌ها از جمله تاجران مغول را قتل‌عام کرده و شلکان و مابقی همراهان او را که در خانه ای پناه گرفته بودند با آتش زدن خانه زنده در شعله‌های خشم خود سوزاندند. این نخستین قیام عمده مردم ولادمیر علیه سلطه مغول‌ها به حساب می‌آمد که برخی تاریخ نگاران بر این باورند با تحریک خود الکساندر به وقوع پیوسته‌است. با این حال که دست زدن به چنین اقدامی از طرف الکساندر با توجه به عواقب وخیم آن غیر محتمل به نظر می‌رسد، او برای کنترل و آرام کردن مردم کاری صورت نداد.

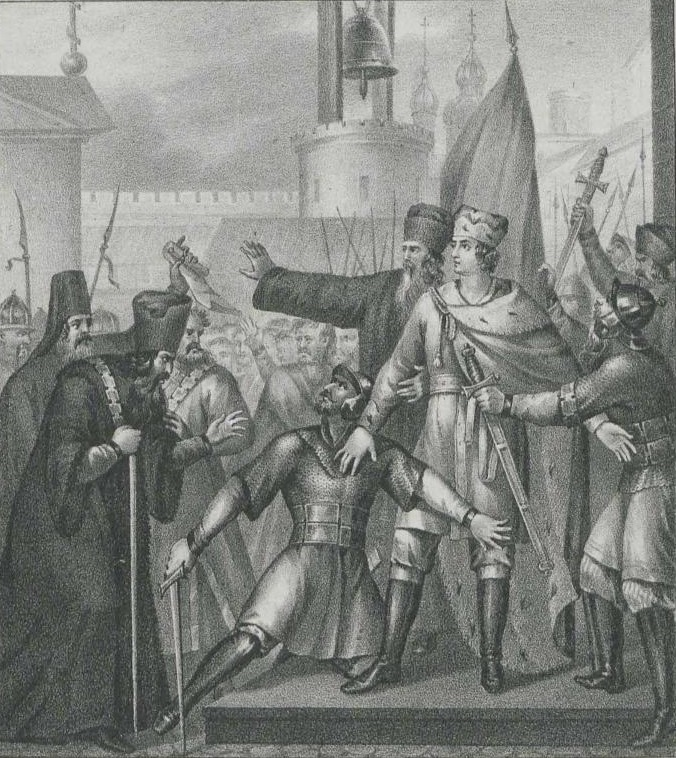
الکساندر در پسکوف

این حادثه انتقام جویی مغول‌ها را غیرقابل اجتناب ساخت. با این حال که هدف مأموریت شلکان در تور روشن نیست، برخی بر این عقیده هستند که تمامی این حوادث از پیش از طرف خود مغول‌ها و برای نابودی الکساندر و تور قدرت گرفته طرح‌ریزی شده بود. ایوان، شاهزاده مسکو و جانشین و برادر یوری بلافاصله و پیش از آن که الکساندر بتواند توجیه خود را به گوش ازبگ خان برساند، راهی سرای شد و در قبال یاری مغول‌ها در سلطه مجدد بر تور، از خان تقاضای دریافت یرلیغ حکومت بر ولادیمیر به عنوان خراجگزار مغول‌ها را کرد. خان، ایوان را در راس سپاهی ۵۰ هزار نفره در کنار نیروهای مسکو جهت تأدیب اهالی تور به آن سو گسیل داشت. سپاه مغول با یورش خودش علاوه بر تاراج و انهدام تور، قلعه آن و چندین شهر دیگر این شاهزاده‌نشین، بسیاری از آبادی‌های آن را به خاکستر بدل کرد و تعداد زیادی را به اسارت گرفت.
الکساندر به همراه خانواده خود به نووگورود گریخت اما از ترس مغول‌ها مورد پذیرش واقع نشد تا به پسکوف برود. در پسکوف نه تنها او را با آغوش باز پذیرفتند بلکه شاهزاده و حاکم خود ساختند. الکساندر که نمی‌خواست حضور او در پسکوف توجه مغول‌ها و در نتیجه نابودی را برای آن به دنبال داشته باشد، قصد ترک داشت که با جلوگیری مردم آن مواجه شد. در همین هنگام سران کلیسای ارتودوکس روسیه تحت فشار ایوان، الکساندر و تمامی جمعیت پسکوف را به جهت یاری رساندن به او تکفیر کردند. به دستور خان، ایوان و چندین شاهزاده دیگر رسماً وارد جنگ با پسکوف شدند. حاکمان نووگورود برای در امان ماندن از شر سپاهیان مغول و مبری نشان دادن خود از حوادث اخیر، ۲ هزار سکه نقره را همراه بسیاری دیگر از هدایا برای مغول‌ها ارسال کردند. الکساندر به لیتوانی و سپس به سوئد نقل مکان کرد تا کلیسای ارتودوکس تکفیر مردم پسکوف را لغو نماید. الکساندر یک و نیم سال بعد تحت حمایت گدیمیناس، دوک بزرگ لیتوانی به پسکوف بازگشت و تا سال ۱۳۳۷ میلادی بر آن حکم راند.
زمانی که الکساندر خارج از تور به سر می‌برد، کنسانتین، برادر او شاهزاده و حاکم تور شده بود. کنسانتین با دختر یوری ازدواج کرده و برتری مسکو را پذیرفته بود.
در سال ۱۳۳۵ میلادی فئودور، فرزند الکساندر جهت گرفتن بخشش، از جانب پدر به دربار خان مغول فرستاده شد و دو سال بعد خود الکساندر نیز به آن جا رفت. ازبگ خان موقتاً دشمن قدیمی خود را مورد عفو قرار داد و او را به تور که با از دست دادن بخش قابل توجهی از جمعیت خود دیگر قدرت و نفوذ سابق را نداشت و قافیه را کاملاً به مسکو باخته بود، بازگرداند. الکساندر بلافاصله پس از بازگشت مجدداً خصومت با مسکو را از سر گرفت. این بار ایوان به جای مقابله مستقیم با او، به نزد خان رفت و او را به اقدام علیه الکساندر ترغیب کرد. نهایتاً در سال ۱۳۳۹ میلادی الکساندر به همراه فئودور، پسر خود به دربار خان مغول فراخوانده شده و به طرز وحشتناکی مثله و کشته شد. با مرگ او، شکست شاهزاده‌نشین تور در رقابت با مسکو قطعی شد و عنوان شاهزاده بزرگ ولادمیر با وجود مشروعیت بیشتر بر اساس رسوم جانشینی، دیگر هیچگاه به شاهزاده تور نرسید.